# Яківчук Авксентій Федорович
Авксентій Федорович Яківчук (7 жовтня 1926, Горошова — 2 лютого 2006, Чернівці) — український фольклорист, народознавець, публіцист.

## Біографія
Народився 7 жовтня 1926 в селі Горошова, тепер Борщівського району Тернопільської області в селянській родині, в рідному селі закінчив сім класів. Служив у Радянській Армії. 1971 р. закінчив відділення української мови і літератури Чернівецького держуніверситету, після чого працював науковим співробітником у Літературно-меморіальному музеї Ю. Федьковича. З 1962 р. — методист, провідний спеціаліст, завідувач відділом фольклору та етнографії Чернівецького обласного центру народної творчості. Помер 2 лютого 2006 року в Чернівцях.

## Творча діяльність
Досліджував усну народну, пісенну творчість, культуру й побут, основи й закономірності культурно-історичного розвитку населення Буковини. Автор понад 400 статей у часописах України та понад 100 — у книжкових виданнях.
- Яківчук А. Георгій Гарас (1972, 1974).
- Яківчук А. Пісні Буковини (1990).
- Яківчук А. Мовою легенд і різця (1993).
- Яківчук А. Традиційні народні свята весняного, літнього, осіннього, зимового циклів (1993).
- Яківчук А. Синява неба і золотаві відблиски сонця (1995).
- Яківчук А. Калині сонечко наснилось (1995).
- Яківчук А. Відгомін мистецтва літописного Черна (1996).
- Яківчук А. Сам Бог витає над селом (1998).
- Яківчук А. Фольклорними стежками Буковинської Наддністрянщини (2002).
- Яківчук А. З роси і води (2003).

Співавтор численних народознавчих, культурологічних, мистецьких збірок: «Буковинські віночки» (1964), «Легенди Карпат» (1966), «Весілля» (1970), «Пісні Карпат» (1972), «Рекрутські та солдатські пісні» (1974), «Нові свята, обряди» (1976), «Суцвіття» (1977), «Радянська Буковина» (1980), «Весільні пісні» (1982, 1988), «Легенди і перекази» (1985) та ін.

## Відзнаки
- Літературно-мистецька премія імені Сидора Воробкевича (1994).
- Заслужений працівник культури України (1996).